# Теневой кабинет Кира Стармера
Теневой кабинет Стармера пришёл на смену теневому правительству Корбина и был сформирован 5 апреля 2020 года новым лидером лейбористов Киром Стармером.
4 июля 2024 года лейбористы победили на парламентских выборах.
8 июля 2024 года подавший в отставку лидер консерваторов Риши Сунак объявил состав своего временного теневого правительства на период до избрания его преемника.

## Список членов Кабинета
После неудачных для лейбористов местных выборов и дополнительных выборов в Палату общин, Стармер произвёл 9 мая 2021 года первую серию кадровых перестановок в своём теневом кабинете — в частности, понизил Аннелизу Доддс с должности теневого канцлера казначейства до председателя партии и назначил вместо неё Рэйчел Ривз, а теневым министром Кабинета и теневым первым министром — Анджелу Рэйнер.
20 сентября 2021 года депутат парламента Рози Даффилд обратилась к Киру Стармеру от имени группы женщин-лейбористок с предложением о встрече до ежегодной партийной конференции в Брайтоне и прояснить позицию партии в отношении трансгендерных людей. По словам парламентария, в случае отказа она не сможет принять участие в конференции (Даффилд подверглась критике со стороны групп поддержки ЛГБТ, в частности за лайки под твитами, гласившими, что вместо термина «люди с шейкой матки» следует использовать определение «женщины»). 21 сентября убеждённая сторонница трансгендерного равноправия Аннелиза Доддс в дополнение к обязанностям председателя партии назначена теневым министром по делам женщин и равенства.
29 ноября 2021 года Стармер произвёл новую серию кадровых перемещений в теневом правительстве, в числе прочих мер вернув Иветт Купер в число «переднескамеечников» как теневого министра внутренних дел и повысив Дэвида Лэмми до теневого министра иностранных дел (при этом Кэт Смит покинула теневой кабинет).
4 сентября 2023 года осуществлены новые перестановки в теневом кабинете, в ходе которых Стармер, по мнению ряда аналитиков, снизил влияние левого крыла лейбористов и усилил роль сторонников бывшего премьер-министра Тони Блэра.
| Должность                                                                                   | Теневой министр                          | Период                                                           |
| ------------------------------------------------------------------------------------------- | ---------------------------------------- | ---------------------------------------------------------------- |
| Лидер оппозиции Его Величества                                                              | Кир Стармер, лидер Лейбористской партии. | с 5 апреля 2020                                                  |
| заместитель лидера Лейбористской партии заместитель лидера оппозиции теневой первый министр | Анджела Рэйнер                           | с 5 апреля 2020                                                  |
| председатель Лейбористской партии                                                           | Анджела Рэйнер                           | с 5 апреля 2020 по 9 мая 2021                                    |
| теневой заместитель премьер-министра                                                        | Анджела Рэйнер                           | с 4 сентября 2023                                                |
| теневой канцлер герцогства Ланкастерского теневой министр Кабинета                          | Рэйчел Ривз                              | с 6 апреля 2020 по 9 мая 2021                                    |
| теневой канцлер герцогства Ланкастерского теневой министр Кабинета                          | Анджела Рэйнер                           | с 9 мая 2021 по 4 сентября 2023                                  |
| теневой канцлер герцогства Ланкастерского теневой министр Кабинета                          | Пэт Макфадден                            | с 4 сентября 2023                                                |
| теневой министр будущих видов работы                                                        | Анджела Рэйнер                           | с 9 мая 2021                                                     |
| теневой канцлер казначейства                                                                | Аннелиза Доддс                           | по 9 мая 2021                                                    |
| теневой канцлер казначейства                                                                | Рэйчел Ривз                              | с 9 мая 2021                                                     |
| теневой министр иностранных дел и по делам Содружества наций Великобритании                 | Лиза Нэнди                               | с 6 апреля 2020 по 29 ноября 2021                                |
| теневой министр иностранных дел и по делам Содружества наций Великобритании                 | Дэвид Лэмми                              | с 29 ноября 2021                                                 |
| теневой министр внутренних дел Великобритании                                               | Ник Томас-Саймондс                       | с 6 апреля 2020 по 29 ноября 2021                                |
| теневой министр внутренних дел Великобритании                                               | Иветт Купер                              | с 29 ноября 2021                                                 |
| теневой Лорд-канцлер теневой министр юстиции                                                | Дэвид Лэмми                              | с 6 апреля 2020 по 29 ноября 2021                                |
| теневой Лорд-канцлер теневой министр юстиции                                                | Стив Рид                                 | с 29 ноября 2021 по 4 сентября 2023                              |
| теневой Лорд-канцлер теневой министр юстиции                                                | Шабана Махмуд                            | с 4 сентября 2023                                                |
| теневой министр науки, инноваций и технологий                                               | Питер Кайл                               | с 4 сентября 2023                                                |
| теневой министр здравоохранения и социального обеспечения                                   | Джонатан Эшуорт                          | с 6 апреля 2020 по 29 ноября 2021                                |
| теневой министр здравоохранения и социального обеспечения                                   | Уэс Стритинг                             | с 29 ноября 2021                                                 |
| теневой министр по делам бизнеса, энергетики и промышленной стратегии                       | Эд Милибэнд                              | с 6 апреля 2020 по 29 ноября 2021                                |
| теневой министр проблем изменения климата и углеродного нейтралитета                        | Эд Милибэнд                              | с 29 ноября 2021                                                 |
| теневой министр труда и пенсий                                                              | Джонатан Рейнольдс                       | с 6 апреля 2020 по 29 ноября 2021                                |
| теневой министр труда и пенсий                                                              | Джонатан Эшуорт                          | с 29 ноября 2021 по 4 сентября 2023                              |
| теневой министр труда и пенсий                                                              | Лиз Кендалл                              | с 4 сентября 2023                                                |
| теневой министр образования                                                                 | Ребекка Лонг-Бейли                       | 6 апреля — 25 июня 2020                                          |
| теневой министр образования                                                                 | Кейт Грин                                | с 27 июня 2020 по 29 ноября 2021                                 |
| теневой министр образования                                                                 | Бриджет Филлипсон                        | с 29 ноября 2021                                                 |
| теневой министр обороны                                                                     | Джон Хили                                | с 6 апреля 2020                                                  |
| теневой министр общин и местного самоуправления                                             | Стив Рид                                 | с 6 апреля 2020 по 29 ноября 2021                                |
| теневой министр жилищного хозяйства                                                         | Тангэм Деббонер                          | с 6 апреля 2020 по 9 мая 2021                                    |
| теневой министр жилищного хозяйства                                                         | Люси Пауэлл                              | с 9 мая 2021 по 29 ноября 2021                                   |
| теневой министр выравнивания, жилищного хозяйства и общин                                   | Лиза Нэнди                               | с 29 ноября 2021 по 4 сентября 2023                              |
| теневой министр выравнивания, жилищного хозяйства и общин                                   | Анджела Рэйнер                           | с 4 сентября 2023                                                |
| теневой лорд-председатель Совета                                                            |                                          |                                                                  |
| теневой министр международной торговли                                                      | Эмили Торнберри                          | с 6 апреля 2020 по 29 ноября 2021                                |
| теневой министр международной торговли                                                      | Ник Томас-Саймондс                       | с 29 ноября 2021 по 4 сентября 2023                              |
| теневой министр по делам бизнеса и торговли                                                 | Джонатан Рейнольдс                       | с 4 сентября 2023                                                |
| теневой министр по делам бизнеса и промышленной стратегии                                   | Джонатан Рейнольдс                       | с 29 ноября 2021 по 4 сентября 2023                              |
| теневой министр цифровизации, культуры, СМИ и спорта                                        | Джо Стивенс                              | с 6 апреля 2020 по 29 ноября 2021                                |
| теневой министр цифровизации, культуры, СМИ и спорта                                        | Люси Пауэлл                              | с 29 ноября 2021 по 4 сентября 2023                              |
| теневой министр цифровизации, культуры, СМИ и спорта                                        | Тангэм Деббонер                          | с 4 сентября 2023                                                |
| теневой главный секретарь Казначейства                                                      | Бриджет Филлипсон                        | с 6 апреля 2020 по 29 ноября 2021                                |
| теневой главный секретарь Казначейства                                                      | Пэт Макфадден                            | с 29 ноября 2021 по 4 сентября 2023                              |
| теневой главный секретарь Казначейства                                                      | Даррен Джонс                             | с 4 сентября 2023                                                |
| теневой министр окружающей среды, продовольствия и сельского хозяйства                      | Люк Поллард                              | с 6 апреля 2020 по 29 ноября 2021                                |
| теневой министр окружающей среды, продовольствия и сельского хозяйства                      | Джим Макмэн                              | с 29 ноября 2021 по 4 сентября 2023                              |
| теневой министр окружающей среды, продовольствия и сельского хозяйства                      | Стив Рид                                 | с 4 сентября 2023                                                |
| теневой министр транспорта                                                                  | Джим Макмэн                              | с 6 апреля 2020 по 29 ноября 2021                                |
| теневой министр транспорта                                                                  | Луиза Хейг                               | с 29 ноября 2021                                                 |
| теневой министр по делам международного развития                                            | Прит Джилл                               | с 6 апреля 2020 по 4 сентября 2023                               |
| теневой министр по делам международного развития                                            | Лиза Нэнди                               | с 4 сентября 2023                                                |
| теневой министр по делам Северной Ирландии                                                  | Тони Ллойд                               | В отпуске по состоянию здоровья с 6 по 28 апреля 2020            |
| теневой министр по делам Северной Ирландии                                                  | Луиза Хейг                               | с 29 апреля 2020 по 29 ноября 2021 (и. о. с 6 по 28 апреля 2020) |
| теневой министр по делам Северной Ирландии                                                  | Питер Кайл                               | с 29 ноября 2021 по 4 сентября 2023                              |
| теневой министр по делам Северной Ирландии                                                  | Хиллари Бенн                             | с 4 сентября 2023                                                |
| теневой министр по делам Шотландии                                                          | Иан Мюррей                               | с 6 апреля 2020                                                  |
| теневой министр по делам Уэльса                                                             | Ниа Гриффит                              | с 6 апреля 2020 по 29 ноября 2021                                |
| теневой министр по делам Уэльса                                                             | Джо Стивенс                              | с 29 ноября 2021                                                 |
| теневой министр по вопросам женщин и равноправия                                            | Марша де Кордова                         | с 6 апреля 2020 по 14 сентября 2021                              |
| теневой министр по вопросам женщин и равноправия                                            | Аннелиза Доддс                           | с 21 сентября 2021                                               |
| председатель Лейбористской партии                                                           | Аннелиза Доддс                           | с 9 мая 2021                                                     |
| теневой министр занятости                                                                   | Энди Макдональд                          | с 6 апреля 2020 по 27 сентября 2021                              |
| теневой министр проблем детской бедности                                                    | Уэс Стритинг                             | с 9 мая 2021 по 29 ноября 2021                                   |
| Также имеют право участвовать в заседаниях теневого кабинета                                |                                          |                                                                  |
| теневой младший министр психиатрии                                                          | Аллин-Хан, Розена                        | с 6 апреля 2020 по 4 сентября 2023                               |
| теневой министр по делам молодёжи и вовлечения избирателей                                  | Кэт Смит                                 | с 6 апреля 2020 по 29 ноября 2021                                |
| теневой генеральный атторней Англии и Уэльса                                                | барон Фалконер Торотонский               | с 6 апреля 2020 до 21 ноября 2021                                |
| теневой генеральный атторней Англии и Уэльса                                                | Эмили Торнберри                          | с 21 ноября 2021                                                 |
| теневой лидер Палаты общин                                                                  | Валери Ваз                               | с 6 апреля 2020 по 9 мая 2021                                    |
| теневой лидер Палаты общин                                                                  | Тангэм Деббонер                          | с 9 мая 2021 по 4 сентября 2023                                  |
| теневой лидер Палаты общин                                                                  | Люси Пауэлл                              | с 4 сентября 2023                                                |
| Парламентский организатор в Палате Общин                                                    | Ник Браун                                | с 6 апреля 2020 по 9 мая 2021                                    |
| Парламентский организатор в Палате Общин                                                    | Алан Кэмпбелл                            | с 9 мая 2021                                                     |
| теневой лидер Палаты лордов                                                                 | баронесса Смит Базилдонская              | с 6 апреля 2020                                                  |
| Парламентский организатор в Палате лордов                                                   | лорд Макэвой                             | с 6 апреля 2020 по 31 мая 2021                                   |
| Парламентский организатор в Палате лордов                                                   | Рой Кеннеди                              | с 1 июня 2021                                                    |
| координатор национальных кампаний Лейбористской партии                                      | Шабана Махмуд                            | с 9 мая 2021 по 4 сентября 2023                                  |
| координатор национальных кампаний Лейбористской партии                                      | Пэт Макфадден                            | с 4 сентября 2023                                                |
| заместитель координатора национальных кампаний Лейбористской партии                         | Элли Ривз                                | с 4 сентября 2023                                                |
| теневой министр без портфеля                                                                | Конор Макджинн                           | с 4 декабря 2021 по 22 сентября 2022                             |
| теневой министр без портфеля                                                                | Ник Томас-Саймондс                       | с 4 сентября 2023                                                |
| теневой генеральный казначей                                                                | Джек Дроми                               | с 14 мая 2021 по 4 декабря 2021                                  |
| теневой генеральный казначей                                                                | Флёр Андерсон                            | с 4 декабря 2021 по 4 сентября 2023                              |
| теневой генеральный казначей                                                                | Джонатан Эшуорт                          | с 4 сентября 2023                                                |